# La Ruée sanglante
Pour plus de détails, voir Fiche technique et Distribution.
La Ruée sanglante (titre original : In Old Oklahoma | titre alternatif :  War of the Wildcats) est un western américain réalisé par Albert S. Rogell, sorti en 1943.

## Synopsis
Daniel F. "Dan" Somers, cowboy aventurier et ex-militaire et Jim "Hunk" Gardner, riche industriel novateur se disputent une concession pétrolière en territoire indien en Oklahoma. Ils se disputent également les faveurs de Catherine Elizabeth Allen, romancière émancipée et ex-institutrice... Les indiens font confiance à Somers ; mais pour que le contrat soit validé "Whashington" donne des délais de production. D'où embûches par Gardner et course contre la montre. Le final donne son titre au film en version française.

## Fiche technique
- Titre : La Ruée sanglante
- Titre original : In Old Oklahoma
- Titre original alternatif : War of the Wildcats
- Réalisateur : Albert S. Rogell
- Assistant réalisateur : Philip Ford (non crédité)
- Réalisateur de seconde équipe et cascadeur : Yakima Canutt (non crédité)
- Scénario : Ethel Hill et Eleanore Griffin, d'après une histoire originale de Thomson Burtis, adaptée par lui
- Photographie : Jack A. Marta (crédité Jack Marta)
- Montage : Ernest J. Nims (crédité Ernest Nims)
- Musique : Walter Scharf et Marlin Skiles
- Directeur artistique : Russell Kimball
- Décors de plateau : Otto Siegel
- Costumes : Walter Plunkett
- Producteur : Robert North (en)
- Société de production : Republic Pictures
- Langue : anglais
- Genre : Western - Noir et blanc - 102 min
- Dates de sortie :
  - États-Unis : 6 décembre 1943
  - France : 19 mai 1948

## Distribution
- John Wayne (VF : Jacques Erwin) : Daniel F. "Dan" Somers
- Martha Scott (VF : Camille Fournier) : Catherine Elizabeth "Cathy" Allen
- Albert Dekker (VF : Pierre Leproux) : Jim "Hunk" Gardner
- George 'Gabby' Hayes (VF : Paul Villé) : Despirit Dean
- Marjorie Rambeau (VF : Mona Dol) : Bessie Baxter
- Dale Evans : Cuddles Walker
- Grant Withers : Richardson
- Sidney Blackmer (VF : Maurice Lagrenée) : Theodore 'Teddy' Roosevelt
- Paul Fix (VF : Ky Duyen) : Cherokee Kid
- Cecil Cunningham : Mme Ames
- Irving Bacon (VF : Paul Forget) : Ben
- Byron Foulger (VF : Jacques Ferréol) : Wilkins
- Anne O'Neal : Mme Peabody
- Richard Graham (VF : Jean Gournac) : Walter Ames

Acteurs non crédités
- Charles Arnt (VF : Lucien Blondeau) : Joe, le conducteur du train
- Wade Crosby : Corrigan
- Rhonda Fleming : Une danseuse
- Edward Gargan : Le serveur Kelsey
- Arthur Loft : Fenton
- Tom London : Tom, le fermier dans le train
- Harry Shannon (VF : Jacques Berlioz) : Charlie Witherspoon
- Emmett Vogan : conseiller du président Roosevelt
- Robert Warwick (VF : Henry Valbel) : Le chef Big Tree
- Harry Woods (VF : Alfred Argus) : Al Dalton
- Will Wright : Un docteur

## Galerie photos

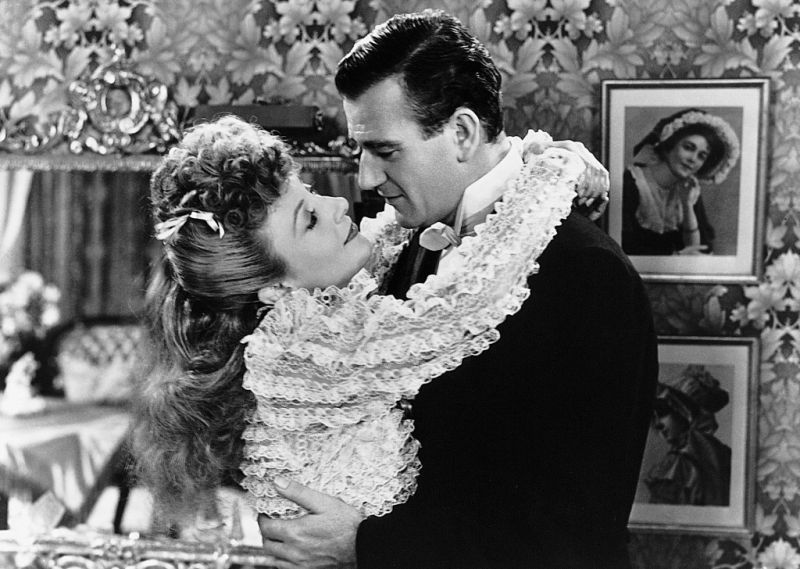
John Wayne et Martha Scott
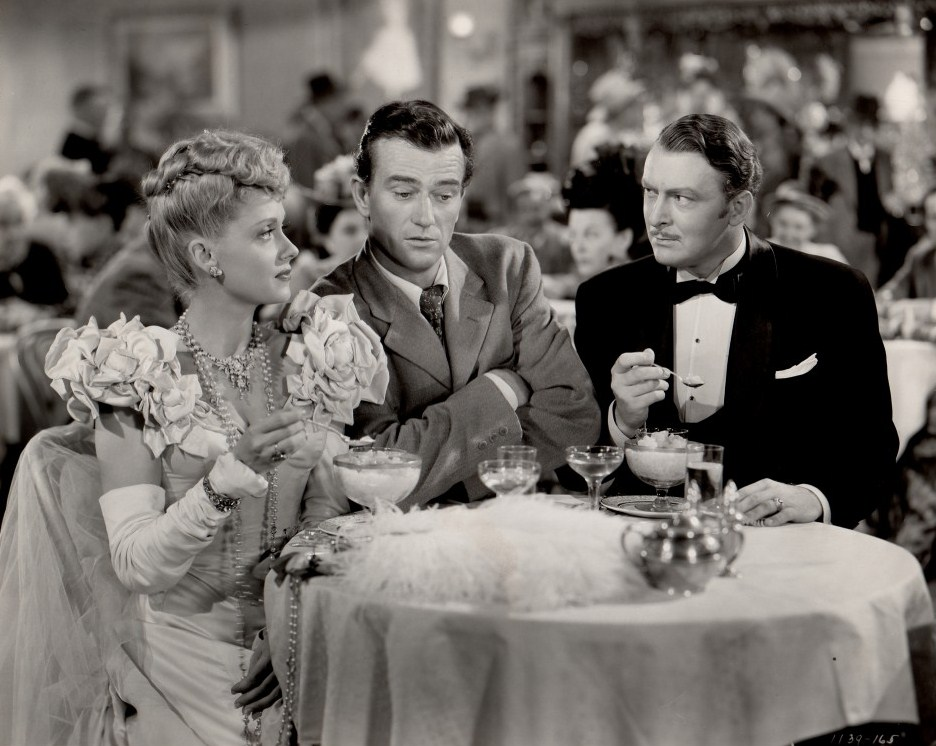
De g. à d. : Martha Scott, John Wayne et Albert Dekker
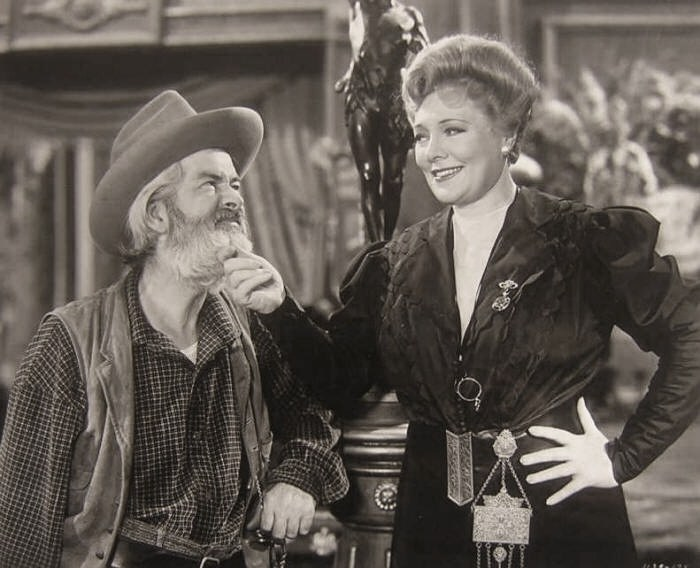
Gabby Hayes et Marjorie Rambeau
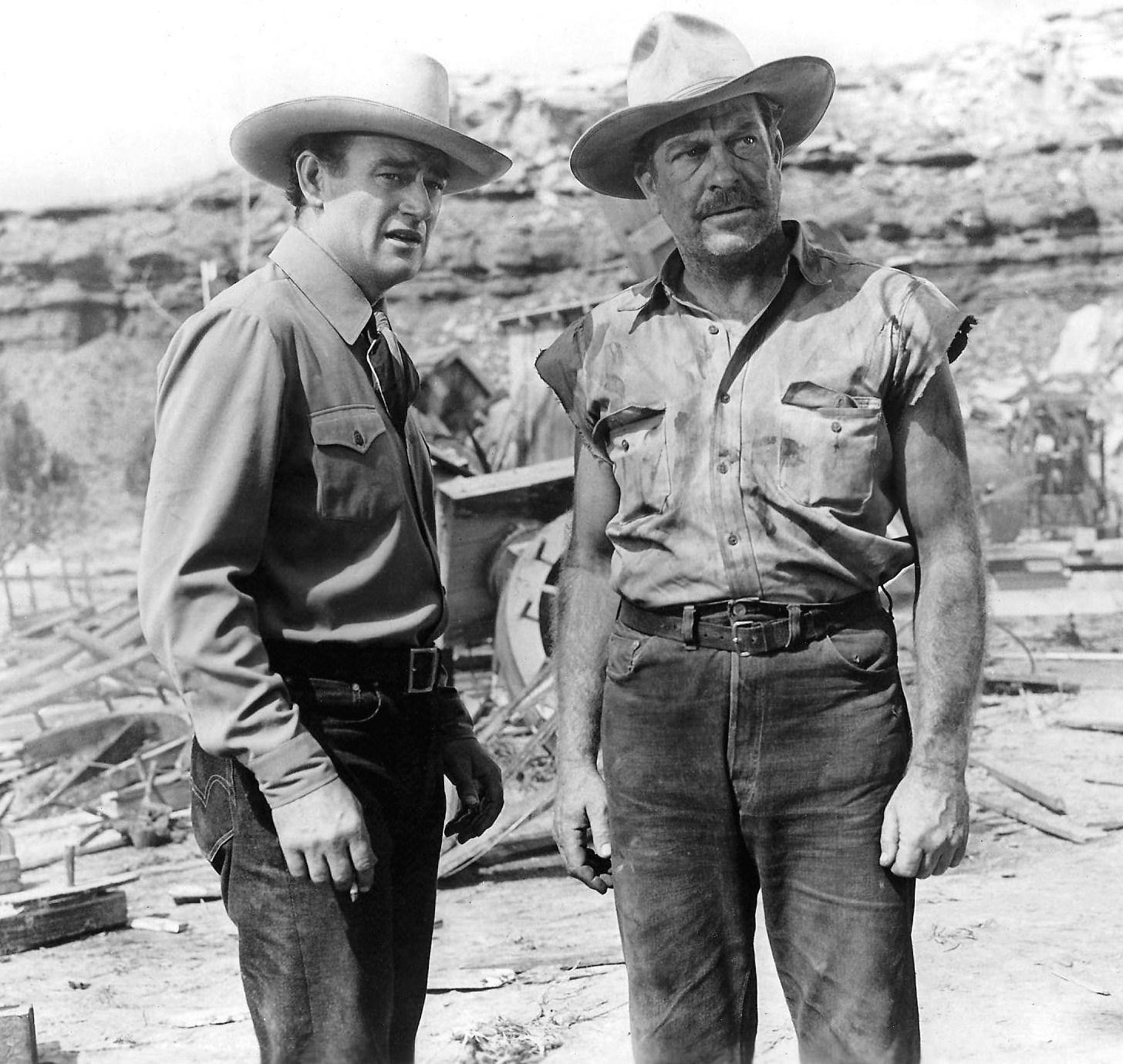
John Wayne et Grant Withers (photo promotionnelle)
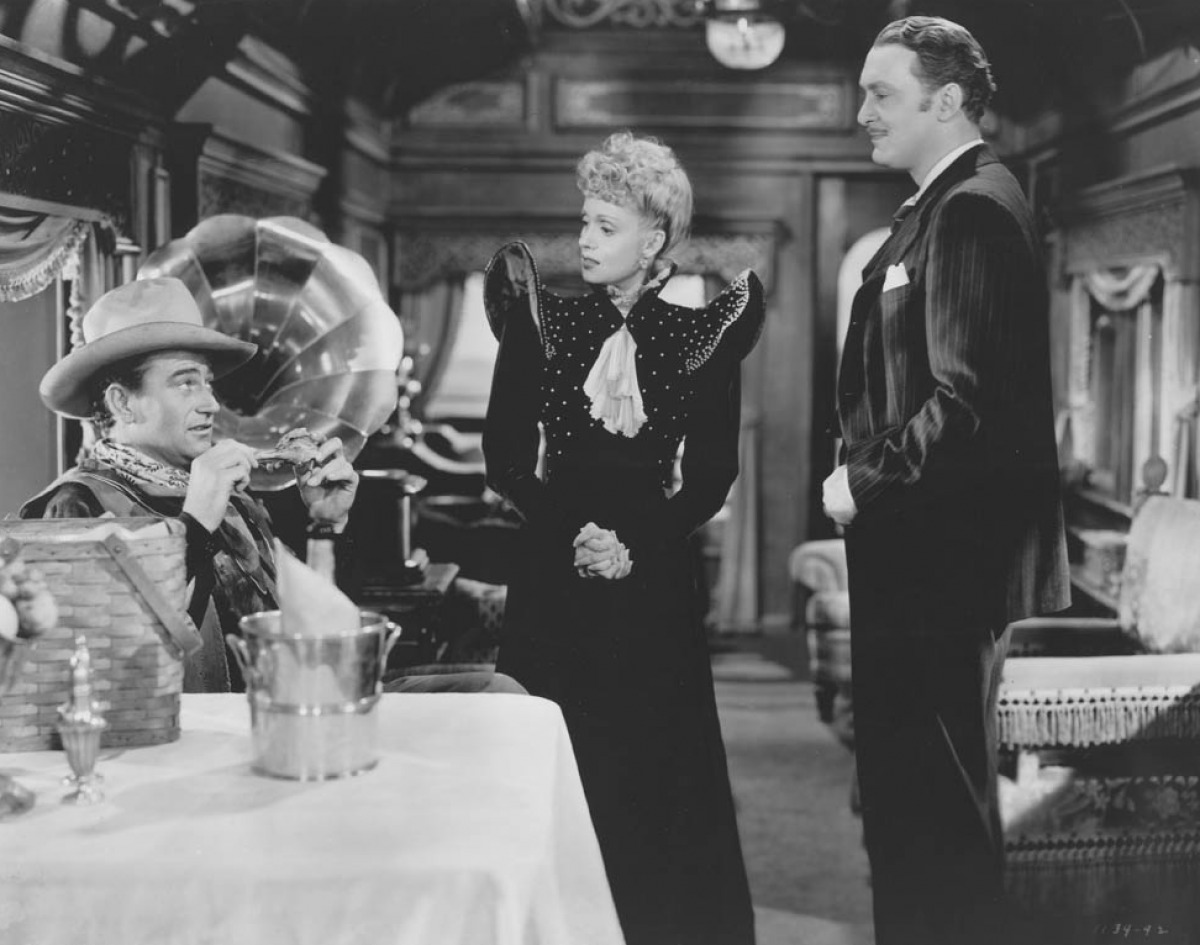
De g. à d. : John Wayne, Martha Scott et Albert Dekker

## Sortie vidéo
Le film sort pour la première fois en Blu-ray en mars 2020, avec en bonus une présentation du film par Patrick Brion.